# Козлов, Антон Борисович
Антон Козлов (р. 1987) — российский коллекционер современного искусства.
Специализируется на искусстве нонконформизма советского периода и российском современном искусстве.

## Характеристика
Родился в семье врачей. Окончил Государственный университет управления. Бизнесмен. В достаточно юном возрасте занялся предпринимательской деятельностью: «я со студенческих лет был предпринимателем и много лет успешно трудился. Было какое-то количество разных бизнесов», рассказывает Козлов в интервью. Последний бизнес Козлова был в отрасли вывоза и утилизации мусора, он работал до 2020 года, после чего прекратил деятельность. По собственным словам Козлова, из-за того, что «последние изменения в российском законодательстве сделали частную инициативу в этой сфере невозможной. Но я не сильно огорчился, так как нашел более интересное занятие».
Собирать искусство начал с 2019 года и весьма быстро превратился в одного из самых заметных арт-деятелей в России. Первым приобретенным в коллекцию произведением стала работа художницы Ирины Кориной «Пятый элемент», которую Козлов купил на ярмарке «Cosmoscow».
«Антон Козлов — сегодня один из самых ярких и системных коллекционеров, — говорит о нём Ольга Свиблова в 2025 году. — Он собирает как произведения классиков современного российского искусства, так и тех художников, которые определяют сегодняшний пейзаж современного искусства, в том числе работы совсем молодых художников. Он пытается предвидеть тех, кто завтра станет классиком. Это как ставки на бегах. Меня захватывает развитие Антона как страстного коллекционера. Он не просто покупает то, что нравится, а серьёзно исследует как историю российского современного искусства, так и мировые художественные процессы. Его постоянно развивающаяся коллекция отражает личностный рост её создателя и постоянно расширяющийся круг его интересов».
К 2025 году его собрание советского неофициального и современного российского искусства насчитывает более тысячи произведений, созданных с конца 1950-х годов до наших дней, и охватывает всех ключевых авторов, всего около сотни художников, среди которых Эрик Булатов, Петр Беленок, Александр Виноградов и Владимир Дубосарский, Елена Елагина и Игорь Макаревич, Юрий Злотников, Илья Кабаков, группа «Коллективные действия», Дмитрий Краснопевцев, Владислав Мамышев-Монро, Андрей Монастырский, Тимур Новиков, Борис Орлов, Виктор Пивоваров, Дмитрий Пригов, Михаил Рогинский, Борис Турецкий, Семен Файбисович, Иван Чуйков, Игорь Шелковский и другие, а также ныне живущие современные авторы, в том числе Евгений Антуфьев, Людмила Баронина, Алина Глазун, Иван Горшков, Анна Желудь, Ирина Корина, Петр Кирюша, Роман Сакин, Егор Федоричев.

Свой подход к искусству Козлов характеризует так: «Я собираю, по сути, историю развития российского современного искусства. В классическом и привычном понимании — от того, что было после Второй мировой войны, до наших дней. В России привыкли делить на советское неофициальное искусство и на то, что началось с 90-х. Вот я это все воспринимаю как единое современное искусство». Структура коллекции Козлова состоит из десяти «маршрутов», которые коллекционер описывает как «тематические блоки, по которым можно изучить историю российского современного искусства». «Маршруты» соответствуют ключевым направлениям искусства послевоенного периода: абстракция, кинетическое искусство и оп-арт, метафизическое искусство, московский концептуализм, соц-арт и другие. Особое место в коллекции занимает искусство 2010−2020-х годов, демонстрирующее противоречивый характер времени и множество вариантов его осмысления. Важное место в коллекции занимают инсталляции современных художников. Например, «Razzle-Dazzle» Ирины Кориной или «Афинская школа» Романа Сакина.

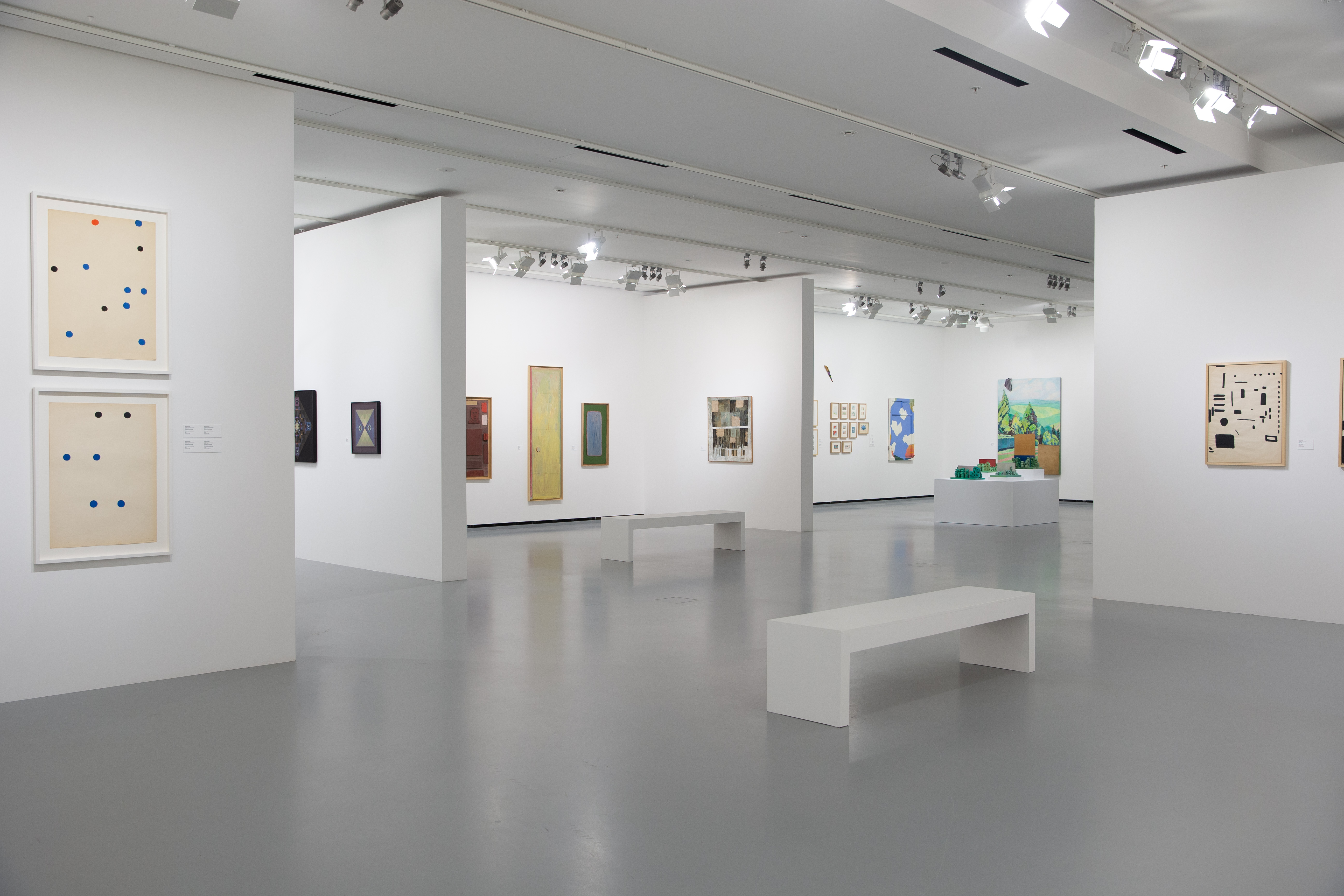
Выставка «Расстановка картин зависит от вкуса. Современное искусство из коллекции Антона Козлова»

«Я всегда хотел прожить эту жизнь полезно и интересно. И мир современного искусства как раз с лихвой эту задачу решает. Ты просто живешь этим и чувствуешь свое место, и пользу, и бесконечное удовольствие от процесса». «Я верю в ценность свободного творческого высказывания. Моя миссия — его поддерживать. И хотя сегодня искусство утратило свою власть и ни на что больше не влияет, только оно способно адекватно запечатлеть и сохранить суть исторического момента во всем его безумии и противоречии», говорит Антон Козлов.
В конце 2023 года Антон Козлов совместно с Мариной Лошак, Екатериной Лапшиной, Антоном Беловым и Михаилом Каменским учредили фонд «Новые коллекционеры» — для «укрепления связей между всеми участниками современного культурного процесса».
Ведет телеграм-канал «Пока все дома у Антона» и одноимённый просветительский You-Tube канал, где искусствоведы, кураторы и художники обсуждают одно произведение из коллекции Козлова. Сезоны YouTube-канала наследуют логику структуры коллекции и носят названия одноимённых блоков. Например, в 1-м сезоне «Цвет, ритм, пространство, тождество» были опубликованы выпуски об абстрактных работах Юрия Злотникова, Бориса Турецкого, Льва Кропивницкого, Лидии Мастерковой, Игоря Шелковского и других. 2-й сезон «Движение» был посвящен российским кинетическим художникам, в том числе Льву Нусбергу, Франциско Инфанте, Римме Заневского-Сапгир, Вячеславу Колейчуку. Всего, по словам Антон Козлова, на его YouTube-канале будет опубликовано больше шестидесяти выпусков.

## Выставочные проекты
Произведения из коллекции Антона Козлова регулярно принимают участие в музейных выставочных проектах, так как Козлов считает это своей просветительской миссией. Так, работы собрания можно было увидеть на выставке «Квадрат и пространство» в Доме культуры «ГЭС-2», «Русское невероятное» в Центре «Зотов», «Лаборатория будущего» Государственной Третьяковской галереи, «Игорь Шелковский. Небесный город» в Мультимедиа Арт музее, и других.
С 2024 года начал собственную выставочную программу работ из коллекции — показал тотальную инсталляцию Романа Сакина «Афинская школа» в творческом индустриальном кластере «Октава» в Туле и выставку своего собрания в Екатеринбурге.
Выставки коллекции:
- Роман Сакин. «Афинская школа», 2024. Кластер «Октава», Тула[21]

- «Двадцать один длинный, один короткий. Современное российское искусство из коллекции Антона Козлова[22]», 2024. Арт-галерея Ельцин-центра, Екатеринбург

- «Расположение картин зависит от вкуса. Современное искусство из коллекции Антона Козлова[23]», 2025. Мультимедиа Арт Музей, Москва